# Maison canoniale de Cavaillon
La Maison canoniale est un ancien édifice de Cavaillon, dans le Vaucluse.

## Histoire
La maison canoniale est inscrite au titre des monuments historiques depuis le 10 décembre 2007.